# Mount Bitgood
Mount Bitgood är ett berg i Antarktis. Det ligger i Västantarktis. Inget land gör anspråk på området. Toppen på Mount Bitgood är 1 150 meter över havet.
Terrängen runt Mount Bitgood är kuperad norrut, men söderut är den platt. Trakten är obefolkad. Det finns inga samhällen i närheten.